# Mosiera cabanasensis
Mosiera cabanasensis är en myrtenväxtart som först beskrevs av Nathaniel Lord Britton och Percy Wilson, och fick sitt nu gällande namn av Attila L. Borhidi. Mosiera cabanasensis ingår i släktet Mosiera och familjen myrtenväxter.

## Underarter
Arten delas in i följande underarter:
- M. c. cabanasensis
- M. c. flavicans
- M. c. pastelillensis